# 러네이 펠리스 스미스
러네이 펠리스 스미스(Renée Felice Smith, 1985년 1월 16일 ~ )는 미국의 배우이다.

## 출연 작품
- 더 릴레이션트립 (2017)
- NCIS 로스앤젤레스 8 (2016)
- 시터 캠 (2014)
- NCIS 로스앤젤레스 5 (2013)
- NCIS 로스앤젤레스 4 (2012)
- 디태치먼트 (2011)
- NCIS 로스앤젤레스 2 (2010)
- NCIS 로스앤젤레스 1 (2009)